# Bósnia e Herzegovina nos Jogos Olímpicos de Inverno de 1998
A Bósnia e Herzegovina competiu nos Jogos Olímpicos de Inverno de 1998 em Nagano, Japão.